# Papradno
Papradno és un poble i municipi d'Eslovàquia que es troba a la regió de Trenčín.

## Història
La primera menció escrita de la vila es remunta al 1525.

## Demografia
| Godina             | 1994 | 2004   | 2014   | 2024   |
| ------------------ | ---- | ------ | ------ | ------ |
| Nombre de persones | 2724 | 2540   | 2543   | 2357   |
| Diferència         |      | −6,75% | +0,11% | −7,31% |

| Godina             | 2023 | 2024   |
| ------------------ | ---- | ------ |
| Nombre de persones | 2394 | 2357   |
| Diferència         |      | −1,54% |